# ویلمینگتن، استرالیای جنوبی
ویلمینگتن (به انگلیسی: Wilmington) یک منطقهٔ مسکونی در استرالیا است که در استرالیای جنوبی واقع شده‌است.